# Cazaril-Laspènes
Cazaril-Laspènes är en kommun i departementet Haute-Garonne i regionen Occitanien i södra Frankrike. Kommunen ligger i kantonen Bagnères-de-Luchon som tillhör arrondissementet Saint-Gaudens. År 2022 hade Cazaril-Laspènes 14 invånare.

## Befolkningsutveckling
Antalet invånare i kommunen Cazaril-Laspènes
Referens:INSEE